# پارک ملی کومودو
پارک ملی کمودو در جزایر لسرسوندا مابین منطقهٔ مرزی استان‌های نوساتنگارای شرقی و نوساتنگارای غربی در اندونزی واقع است. پارک از سه جزیرهٔ بزرگ کمودو، پادار و رینکا و ۲۶ جزیرهٔ کوچک‌تر تشکیل می‌شود، با مساحت ۱۷۳۳ کیلومتر مربع(۶۰۳ کیلومتر مربع خشکی). این پارک ملی در ۱۹۸۰ به منظور حفاظت از (نسل) اژدهای کومودو، که بزرگ‌ترین مارمولک دنیاست، بنیاد شد. بعدها برای حفاظت از گونه‌های جانوری دیگری چون آبزیان نیز اختصاصش دادند. در ۱۹۹۱ این پارک ملی در فهرست میراث جهانی یونسکو قرار گرفت.

## نگارخانه

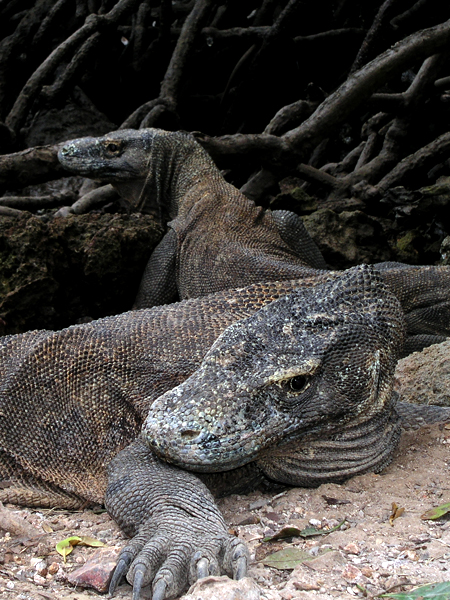
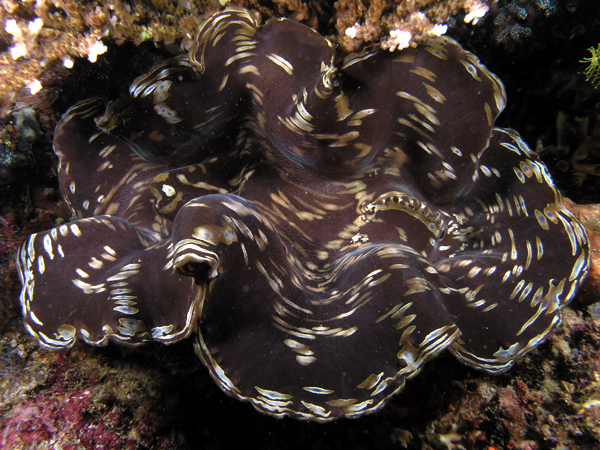
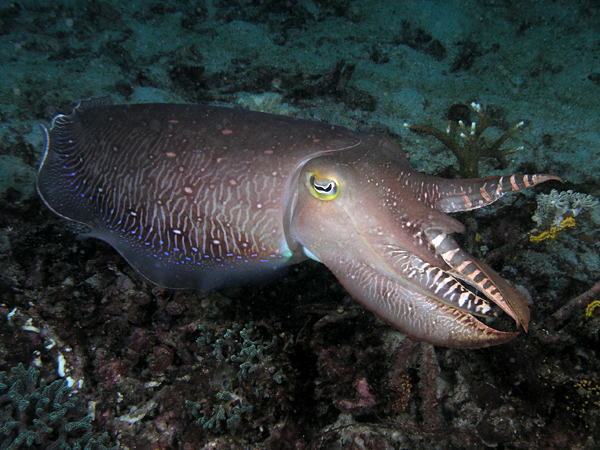
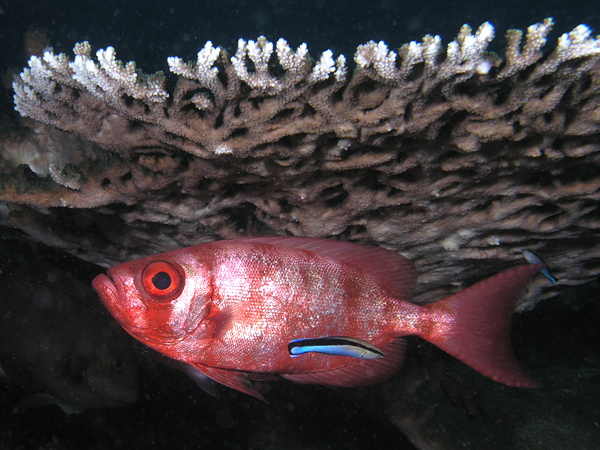
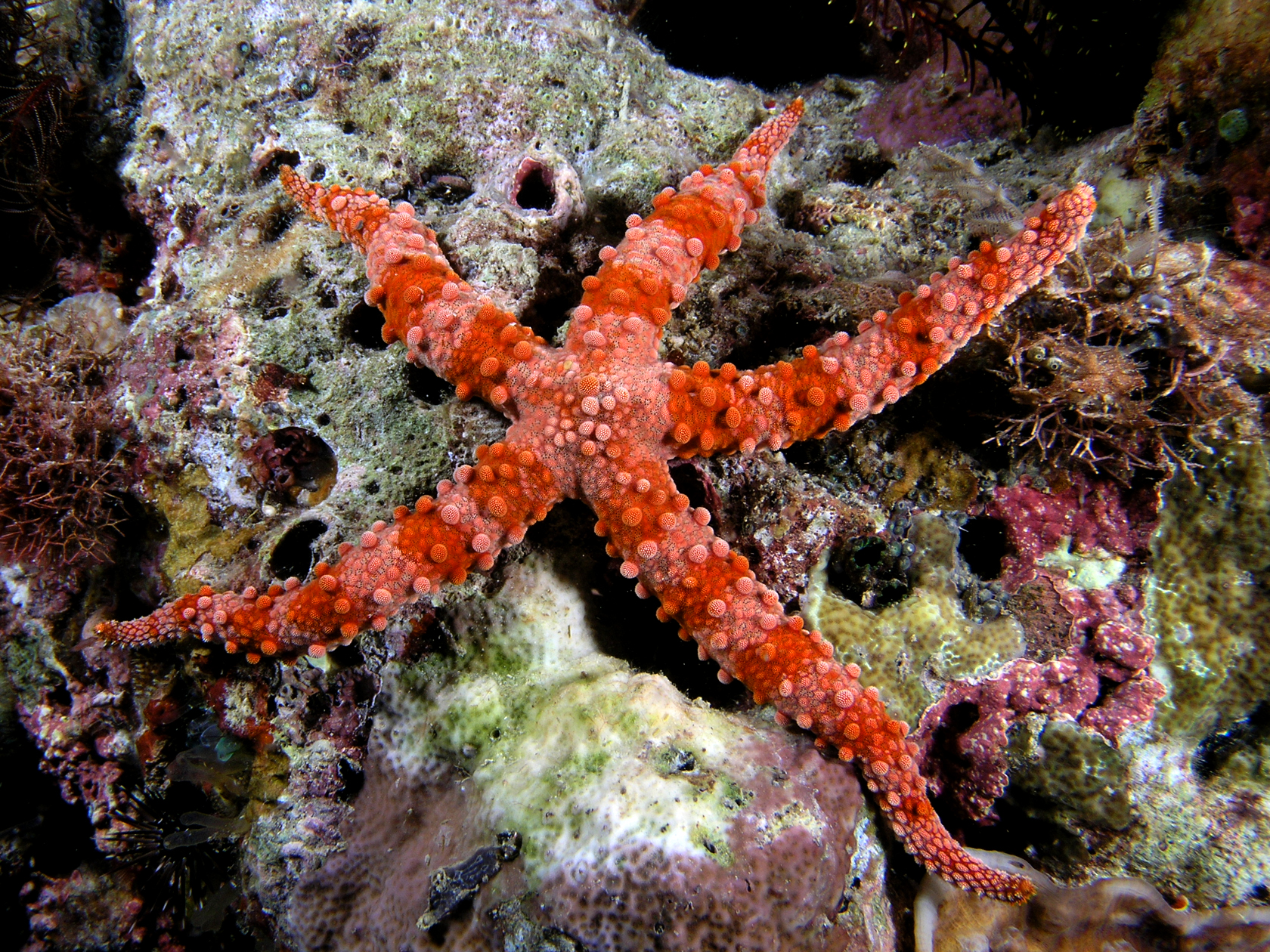
یک ستاره دریایی قرمز